# Выборы главы Тамбовской области (2022)
Досрочные выборы главы состоялись в Тамбовской области 11 сентября 2022 года в единый день голосования. По решению избирательной комиссии, принятому 11 июня 2022 года, голосование проводится три дня подряд — 9, 10 и 11 сентября 2022 года с 8 до 20 часов. Главы администрации избирается сроком на 5 лет. 
На 1 июля 2022 года во Тамбовской области было зарегистрировано 811 640 избирателей, из которых около 29,74 % (241 387 избирателей) в Тамбове.

## Предшествующие события
С 25 мая 2015 года должность главы администрации занимал Александр Никитин. Он был назначен президентом Владимиром Путиным временно исполняющим обязанности главы администрации после досрочной отставки Олега Бетина за полгода до ожидавшихся в сентябре 2015 года выборов. Эти выборы стали первыми прямыми выборами главы администрации Тамбовской области с 2003 года, но по более жёстким правилам допуска кандидатов. Никитин был выдвинут на выборы партией «Единая Россия» и при явке 57,77 % набрал 85,47 % голосов. После выборов он назначил сенатором от администрации Тамбовской области Алексея Кондратьева.
На следующих выборах в сентябре 2020 года вновь был избран Александр Никитин от «Единой России». При явке 64,60 % он набрал 79,30 % голосов. После выборов он назначил сенатором от администрации Тамбовской области Александар Бабакова.
Однако всего через год, 4 октября 2021 года, Никитин по собственному желанию сложил полномочия. Президент Владимир Путин принял досрочную отставку и в качестве врио главы до избрания нового на выборах назначил замминистра строительства и ЖКХ РФ, главного жилищного инспектора России Максима Егорова. Поскольку с 2016 года выборы глав регионов в России проводятся один раз в год в единый день голосования в сентябре, то Егоров может занимать должность как врио до сентября 2022 года.

## Кандидаты
Своих кандидатов выдвинули 5 партий.
| Кандидат          | Возраст             | Должность (на момент выдвижения)                                        | Субъект выдвижения                | Статус          | Кандидаты в Совет Федерации |
| ----------------- | ------------------- | ----------------------------------------------------------------------- | --------------------------------- | --------------- | --- |
| Максим Егоров     | 48 лет (23.05.1977) | врио главы (с 4 октября 2021)                                           | «Единая Россия»                   | зарегистрирован | Михаил Белоусов, член Совета Федерации Александр Поляков, зам. председателя правления Московской коллегии адвокатов «МАГНЕТАР» Алексей Пучнин, старший партнер по правовым вопросам и вопросам развития юридической компании «ЮСТ.КА» |
| Андрей Жидков     | 63 года (8.05.1962) | депутат Тамбовской областной думы 7 созыва (с 2021)                     | КПРФ                              | зарегистрирован | |
| Сергей Малинкович | 50 лет (27.05.1975) | депутат Алтайского краевого Законодательного Собрания 8 созыва (с 2021) | «Коммунисты России»               | зарегистрирован | |
| Олег Морозов      | 63 года (6.04.1962) | депутат Тамбовской областной думы 7 созыва (с 2021)                     | ЛДПР                              | зарегистрирован | |
| Павел Плотников   | 53 года (8.06.1972) | депутат Тамбовской областной думы 7 созыва (с 2021)                     | «Справедливая Россия — За Правду» | зарегистрирован | |

## Результаты
14 сентября 2022 года избирательная комиссия Тамбовской области признала досрочные выборы главы Тамбовской области состоявшимися и действительными. Избранным на должность главы объявили Максима Егорова. 20 сентября Максим Егоров вступил в должность. Церемония прошла в большом зале администрации Тамбовской области.
Членом Совета Федерации от администрации Тамбовской области остался Михаил Белоусов. Он был назначен ещё 13 декабря 2021 года указом врио губернатора Тамбовской области Максима Егорова, после досрочного сложения полномочий Александром Бабаковым в связи с его избранием в Госдуму. Так как отставка сенатора произошла после досрочной отставки избранного главы Александра Никитина, то назначение осуществил врио главы, при этом список возможных кандидатур в таком случае законом определён широкий. После вступления Егорова в должность главы в сентябре 2022 года Белоусов остался в должности сенатора, а его полномочия были продлены до сентября 2027 года.
| Место                                        | Место                                        | Кандидат                                     | Партия                                       | Голосов | %       |
| -------------------------------------------- | -------------------------------------------- | -------------------------------------------- | -------------------------------------------- | ------- | ------- |
|                                              | 1.                                           | Максим Егоров                                | Единая Россия                                | 398 054 | 84,95%  |
|                                              | 2.                                           | Андрей Жидков                                | КПРФ                                         | 31 737  | 6,77 %  |
|                                              | 3.                                           | Павел Плотников                              | Справедливая Россия — За Правду              | 15 538  | 3,32 %  |
|                                              | 4.                                           | Олег Морозов                                 | ЛДПР                                         | 11 351  | 2,42 %  |
|                                              | 5.                                           | Сергей Малинкович                            | Коммунисты России                            | 7161    | 1,53 %  |
|                                              |                                              |                                              |                                              |         |         |
| Действительных бюллетеней                    | Действительных бюллетеней                    | Действительных бюллетеней                    | Действительных бюллетеней                    | 463 841 | 98,98 % |
| Недействительных бюллетеней                  | Недействительных бюллетеней                  | Недействительных бюллетеней                  | Недействительных бюллетеней                  | 4760    | 1,02 %  |
| Всего                                        | Всего                                        | Всего                                        | Всего                                        | 468 601 | 100 %   |
|                                              |                                              |                                              |                                              |         |         |
| Число бюллетеней, выданных досрочно          | Число бюллетеней, выданных досрочно          | Число бюллетеней, выданных досрочно          | Число бюллетеней, выданных досрочно          | -       | 0 %     |
| Число бюллетеней, выданных на участке        | Число бюллетеней, выданных на участке        | Число бюллетеней, выданных на участке        | Число бюллетеней, выданных на участке        | 334 886 | 71,46 % |
| Число бюллетеней, выданных вне помещения     | Число бюллетеней, выданных вне помещения     | Число бюллетеней, выданных вне помещения     | Число бюллетеней, выданных вне помещения     | 133 770 | 28,54 % |
|                                              |                                              |                                              |                                              |         |         |
| Число выданных бюллетеней (явка избирателей) | Число выданных бюллетеней (явка избирателей) | Число выданных бюллетеней (явка избирателей) | Число выданных бюллетеней (явка избирателей) | 468 656 | 57,88 % |
| Число избирателей                            | Число избирателей                            | Число избирателей                            | Число избирателей                            | 809 704 | 100 %   |